# Хмелеве (Курська область)
Хмелеве (рос. Хмелевое) — село в Фатезькому районі Курської області Російської Федерації.
Населення становить 548 осіб. Входить до складу муніципального утворення Молотичевська сільрада.

## Історія
Населений пункт розташований на території українського етнічного та культурного краю Східна Слобожанщина.
Від 2004 року входить до складу муніципального утворення Молотичевська сільрада.

## Населення
| 2002 | 2010 |
| ---- | ---- |
| 801  | ↘548 |